# Burmannia marmorellus
Burmannia marmorellus är en fjärilsart som beskrevs av South 1901. Burmannia marmorellus är enda arten i släktet Burmannia som tillhör familjen Crambidae. Inga underarter finns listade i Catalogue of Life.